# Hapoel Holon
O Hapoel Holon (em hebraico:  הפועל יונט חולון) é um clube de basquetebol baseado em Holon, Israel que atualmente disputa a Ligat HaAl. Manda seus jogos na Holon Toto Hall com capacidade para 5.500 espectadores.

## Histórico de Temporadas
| Temporada | Nível | Liga       | Pos. | J     | PL  | Resultado         | Copa do Estado    | Copa da Liga      | Competições Internacionais |
| --------- | ----- | ---------- | ---- | ----- | --- | ----------------- | ----------------- | ----------------- | -------------------------- |
| 2007–08   | 1     | Ligat HaAl | 1    | 20-7  |     | Campeão           | Semifinais        | Quartas de finais |                            |
| 2008–09   | 1     | Ligat HaAl | 4    | 13-9  | 2-3 | Quartas de finais | Campeão           | Quartas de finais |                            |
| 2009–10   | 1     | Ligat HaAl | 12   | 6-16  |     | [ nota 1 ]        | Quartas de finais | Quartas de finais |                            |
| 2010–11   | 1     | Ligat HaAl | 7    | 11-16 | 1-2 | Quartas de finais | Oitavas de finais | Semifinais        |                            |
| 2011–12   | 1     | Ligat HaAl | 5    | 14-11 | 3-2 | Semifinais        | Semifinais        | Quartas de finais | -                          |
| 2012–13   | 1     | Ligat HaAl | 9    | 12-15 |     |                   | -                 | Semifinais        | EuroChallenge Top 32       |
| 2013–14   | 1     | Ligat HaAl | 7    | 15-14 | 1-3 | Oitavas de finais | Quartas de finais | Quartas de finais | -                          |
| 2014–15   | 1     | Ligat HaAl | 3    | 17-16 | 1-3 | Quartas de finais | Oitavas de finais | Quartas de finais | -                          |
| 2015–16   | 1     | Ligat HaAl | 10   | 12-21 |     |                   | -                 | -                 | -                          |
| 2016–17   | 1     | Ligat HaAl | 1    | 22-11 | 1-3 | Quartas de finais | Semifinais        | Quartas de finais | -                          |
| 2017-18   | 1     | Ligat HaAl | 2    | 22-11 |     |                   | Campeão           | Quartas de finais | 3 Liga dos Campeões TR     |
| 2018-19   | 1     | Ligat HaAl |      |       |     |                   | Semifinais        | Quartas de finais | 3 Liga dos Campeões SF     |

fonte:eurobasket.com

## Títulos
São computados ao Hapoel Gilboa Galil, os títulos conquistados pelo Hapoel Galil Elyon.

### Liga israelense
- Campeões (1):2007-08
- Finalista (2):1953-54, 1954-55

### Copa do Estado de Israel
- Campeão (2):2009, 2018
- Finalista (5):1959, 1961, 1986, 1991, 1995

### Copa da Liga de Israel
- Finalista (1):2011

## Jogadores notáveis
- Ofer Eshed 13 temporadas: '57–'72
- Rami Zeig-Barak 13 temporadas: '57–'72
- Moti Daniel 9 temporadas: '78–'85, '99–'01
- Niv Boogin 14 temporadas: '78–'91, '95–'96
- Israel Elimelech 16 temporadas: '78–'92, '95–'97
- Ofer Fleischer 4 temporadas: '82–'83, '99–'02
- Michael Carter 5 temporadas: '82–'84, '92–'95
- Clarence Kea 1 temporada: '84–'85
- Desi Barmore 6 temporadas: '84–'90
- Ken Bannister 1 temporada: '86–'87
- Joe Dawson 2 temporadas: '87–'88, '01–'02
- Earl Williams 2 temporadas: '88–'89, '90–'91
- Ben McDonald 1 temporada: '88–'89
- Richard Dumas 1 temporada: '90–'91
- Kobi Baloul 6 temporadas: '90–'94, '99–'01
- David Henderson 2 temporadas: '92–'94
- Richard Rellford 1 temporada: '93–'94
- David Thirdkill 1 temporada: '94–'95
- Shelton Jones 2 temporadas: '94–'95, '96
- Yoav Saffar 4 temporadas: '94–'98
- Milt Wagner 1 temporada: '95–'96
- Derrick Hamilton 1 temporada: '95–'96
- Joe Wylie 2 temporadas: '97–'98, '00–'01
- Greg Sutton 1 temporada: '98–'99
- Moshe Mizrahi 3 temporadas: '98–'01
- Corey Crowder 1 temporada: '99–'00
- Dušan Bocevski 1 temporada: '99–'00
- P. J. Tucker 1 temporada: '07–'08
- Malik Dixon 1 temporada: '07–'08
- Tre Simmons 1 temporada: '07–'08
- Eric Campbell 1 temporada: '07–'08
- Chris Watson 2 temporadas: '07–'09
- Moran Roth 3 temporadas: '07–'08, '10–'12
- Guni Israeli 5 temporadas: '07–'08, '13–'17
- Elton Brown 1 temporada: '08
- Luis Flores 1 temporada: '08–'09
- Deron Washington 1 temporada: '08–'09
- Dwayne Mitchell 1 temporada: '09–'10
- John Thomas 1 temporada: '09–'10
- Saša Bratić 1 temporada: '10
- Richard Melzer 1 temporada: '10–'11
- Jamie Arnold 1 temporada: '10–'11
- Bryant Dunston 1 temporada: '11–'12
- Ron Lewis 1 temporada: '11–'12
- Shlomi Harush 7 temporada: '11–'15, '16–presente
- Dominic Waters 1 temporada: '12–'13
- Jerome Dyson 1 temporada: '12–'13
- Frank Hassell 1 temporada: '12–'13
- Laurence Bowers 1 temporada: '13–'14
- Scottie Reynolds 2 temporadas: '13–'14, '16
- Isaac Rosefelt 3 temporadas: '13–'16
- Dominic McGuire 1 temporada: '14–'15
- Tony Crocker 1 temporada: '14–'15
- Jordan Taylor 2 temporadas: '14–'15, '16–'17
- Will Clyburn 1 temporada: '15–'16
- James Bell 1 temporada: '16–'17
- Darion Atkins 1 temporada: '16–'17
- Khalif Wyatt 1 temporada: '16–'17